# Anna Maria Muccioli
Anna Maria Muccioli, född 15 augusti 1964 i San Leo, är en sanmarinsk politiker som har varit landets statschef.

## Bakgrund och privatliv
Muccioli föddes i San Leo som ligger vid gränsen mot San Marino men har sanmarinskt medborgarskap. År 1994 avlade hon examen vid universitetet i Urbino med juridik som huvudämne. Mellan 2003 och 2008 var hon borgmästare i Chiesanuova. Under tiden som borgmästare blev hon medlem i det kristdemokratiska partiet. År 2012 började hon arbeta som direktör i en sanmarinsk kommission som arbetar mot maffian i landet.
Muccioli är gift och har två barn.

## Politisk karriär
Muccioli blev ledamot i Stora och allmänna rådet för första gången år 2011. Orsaken till detta var att ledamoten Alessandro Scarano lämnade sin post efter att ha blivit åtalad för drogrelaterat brott.
Cuccioli valdes till borgmästare tillsammans med Gian Carlo Capicchioni i mars 2013. De tillträdde den 1 april..